# Pietro Filippo Somazzi
Pietro Filippo Somazzi (Canobbio, 1675 circa – Torino, 1735 circa) è stato uno scultore e stuccatore svizzero-italiano.
Figlio di Pietro Somazzi, imparò il mestiere nel torinese. Decorò alcune stanze presso il castello di Rivoli nel 1717 e realizzò gli stucchi della galleria presso la Reggia di Venaria Reale l'anno successivo. Successivamente lavorò presso la Basilica di Superga.